# تروي نيلسون
تروي نيلسون هو مغني كندي، ولد في 1979.